# Darcya
Darcya je biljni rod iz porodice trpučevki  (Plantaginaceae). Pripadaju mu tri  vrste u Kostariki i Panami i istočnom Brazilu. Opisan je u Phytologia 74: 268, 1993 . Ime roda dano je u čast američkog botaničara rođenog u Kanadi, Williama Geralda D'Arcyja (Calgary, 1931. – St.Louis 1999.).

## Opis
To su polugrmovi i grmovi. Rod je nastao 1993. kako bi se u njega smjestile tri vrste izdvojene iz roda Stemodia

## Vrste
1. Darcya costaricensis (B.L.Turner) B.L.Turner
2. Darcya reliquiarum (D´Arcy) B.L.Turner & C.C.Cowan
3. Darcya vandellioides (Benth.) Scatigna;